# Митька
Митька — река в России, протекает в Тутаевском и Ярославском районах Ярославской области. Устье реки находится в 36 км по правому берегу реки Ить от её устья. Длина реки составляет 23 км, площадь бассейна — 116 км².
Крупнейшие притоки: Мердовка (справа), Сдериножка (справа), Талица (справа).
Сельские населённые пункты около реки: Старостино, Кузнецово, Шумихино, Дорки, Долгополица, Назарово, Потыкино, Квашнино, Полутино, Миланино, Медведово, Аносово; напротив устья находятся Дубовики.

## Данные водного реестра
По данным государственного водного реестра России относится к Верхневолжскому бассейновому округу, водохозяйственный участок реки — Волга от Рыбинского гидроузла до города Кострома, без реки Кострома от истока до водомерного поста у деревни Исады, речной подбассейн реки — Волга ниже Рыбинского водохранилища до впадения Оки. Речной бассейн реки — (Верхняя) Волга до Куйбышевского водохранилища (без бассейна Оки).
Код объекта в государственном водном реестре — 08010300212110000010590.